# 小宮山天香
小宮山 天香（こみやま てんこう、安政2年4月11日（1855年5月26日） - 昭和5年（1930年）3月20日）は、19世紀末に活躍した小説家、翻訳家、新聞記者である。本名は桂介（けいすけ）、昌由（まさよし）。
水戸藩士の子として常陸国磯浜（現・茨城県大洗町）に生まれる。祖父は儒学者の小宮山楓軒、兄は漢学者の小宮山綏介（南梁）。1877年には、山梨県の「甲府観風新聞」で仮編集長をつとめる。その後、1880年には大阪にうつり、しばらくの間、大阪で「魁新聞」や「大阪日報」の記者として過ごす。1888年、東京に進出する大阪朝日新聞は、東京朝日新聞の主筆として天香を迎えた。これは、社主村山龍平が彼の才能を買ったからだという。
小説家としてもいくつかの作品を書き、当時の政治小説の書き手として知られた。自由民権運動の末期の国権拡張の動きに材をとった『聯島大王』（1887年）が、筑摩書房版『明治文学全集』に収録されている。1905年に東京朝日新聞社を退社。